# Hang Thun Hak
Hang Thun Hak (né à Stoeng Treng et mort le 18 avril 1975 à Phnom Penh (tué par les Khmers rouges), est un homme politique cambodgien, premier ministre du Cambodge du 15 octobre 1972 au 6 mai 1973.

## Biographie

### Jeunesse et études
Il part étudier en France dans les années 1950 et participe aux réunions de l'Association des étudiants khmers de France (AEK) où il côtoie de futurs dirigeants du parti communiste du Kampuchéa tels Saloth Sâr (le futur Pol Pot), Rath Samoeun ou Ieng Sary.

### Carrière professionnelle
À son retour, après avoir un temps enseigné à l'école du théâtre national de Phnom Penh, il devient le premier directeur de l'université royale des beaux-arts, fondée en 1965.

### Carrière politique
Le 15 octobre 1972, lorsqu'il remplace Son Ngoc Thanh comme premier ministre, il est considéré comme un représentant de la gauche modérée. Son ministère est surtout marqué par la mise à l’écart d’In Tam, Sisowath Sirik Matak et Cheng Heng, les principaux adversaires républicains à la politique du président Lon Nol.
Malgré les demandes américaines d'ignorer Norodom Sihanouk, alors chef de la guérilla (FUNK) opposé au régime de Phnom Penh, Hak le sonde pour trouver un accord de sortie de crise. Dans le même temps, il prend aussi contact avec Hou Yuon, un des dirigeants de la faction khmère rouge. Les deux tentatives se soldant par des échecs, il est incapable d'empêcher la situation de la république khmère de se dégrader. 
En avril 1973, à la demande des Américains, Lon Nol reprend les négociations avec Sirik Matak, In Tam et Cheng Heng afin de former un Conseil politique qui, à partir de mai, censé diriger le pays par décrets et partager le pouvoir entre les différentes factions en lieu et place du gouvernement et de l'assemblée nationale. 
Hang Thun Hak réapparaît sur le devant de la scène politique à la mi-avril 1975, lorsqu'une semaine avant la prise de Phnom Penh par les troupes khmères rouges, le gouvernement est dissous et remplacé par un « comité suprême » de sept membres dirigé par Lon Boret et dont il fait partie. Néanmoins les pourparlers avec les futurs vainqueurs échouent et Hak, en tant que dirigeant de la république khmère, devient l'une des premières victimes du régime khmer rouge.

### Décès
Hang Thun Hak est mort le 18 avril 1975 à Phnom Penh en Cambodge.[réf. nécessaire]